# التبت (1912–1951)
كانت دولة التبت، في الفترة الواقعة بين انهيار سلالة تشينغ عام 1912 وإلحاق التبت بجمهورية الصين الشعبية عام 1951، دولة مستقلة بحكم الأمر الواقع، وتألفت حدودها من الشطر الغربي لهضبة التبت.
كان نظام غاندن فوندراغ التبتي خاضعًا لحماية سلالة تشينغ حتى عام 1912، عندها حلّت الحكومة المؤقتة لجمهورية الصين محلّ سلالة تشينغ وحكمت البلاد، ووقّعت أيضًا معاهدةً مع حكومة تشينغ لترث الجمهورية الجديدة جميع أراضي الحكومة الإمبراطورية السابقة، فأصبحت التبت خاضعة للحماية الصينية لكنها تمتعت بمستويات عالية من الإدارة الذاتية، مثلما كان الوضع في عهد سلالة تشينغ. قبل تلك الفترة، وسّع البريطانيون نفوذهم من الهند المجاورة إلى التبت عبر اتفاقية لاسا، على الرغم من أن التبت لم تُلحق بالإمبراطورية البريطانية. لكن في الفترة ذاتها، وقّع عدد من ممثلي التبت على معاهدة بين التبت ومنغوليا تفيد بالاعتراف المتبادل بين الدولتين، واستقلالهما عن الصين، على الرغم من أن حكومة جمهورية الصين لم تعترف بشرعية هذه المعاهدة. إثر مستوى الاستقلال الذاتي المرتفع الذي تمتعت به التبت و«إعلان الاستقلال» من طرف عدد من ممثلي التبت في تلك الفترة، وصف مناصروا استقلال البلاد دولتهم بـ «الدولة المستقلة بحكم الأمر الواقع» وفقًا للقانون الدولي، لكن الأخيرة لم تحصل على اعتراف دولي شرعي بوضعها القانوني المستقل والمنفصل على الصين.
في عام 1931، ومجددًا في عام 1946، أرسلت حكومة التبت مبعوثين إلى المجلس الوطني الصيني لمناقشة وضع التبت، لكنهم عادوا بدون أي نتيجة.
عقب وفاة الدالاي لاما الثالث عشر عام 1933، أرسلت الحكومة الوطنية بعثة إلى لاسا تعبيرًا عن أسفها لما حصل وبغية بدء مفاوضات حول وضع التبت، فسُمح للبعثة افتتاح مكتبٍ لها والبقاء هناك، لكن الطرفين لم يتوصلا إلى أي اتفاقية.
انتهت تلك الفترة بعدما خسرت الحكومة الوطنية في الصين الحرب الأهلية ضد الحزب الشيوعي الصيني، فدخل جيش التحرير الشعبي التبت عام 1950، ووُقّعت اتفاقية النقاط الـ 17 مع الصينيين، ما أكد مجددًا سيادة الصين على التبت في العام التالي.

## تاريخ

### سقوط سلالة تشينغ (1911–1912)
خضعت التبت لحكم سلالة تشينغ منذ عام 1720، حينها هزمت جيوش تشينغ خانات زونغار. عقب ثورة شينهاي (أو شينخاي) بين عامي 1911–1912، شنّت ميليشيا التبت هجومًا مباغتًا على ثكنة تابعة لسلالة تشينغ تموضعت سابقًا في التبت بعد اضطراب شينهاي لاسا. عقب سقوط سلالة تشينغ عام 1912، اضطر المسؤولون الموالون لسلالة تشينغ في لاسا إلى التوقيع على «اتفاقية النقاط الثلاث» للاستسلام وإجلاء قوات تشينغ من التبت الوسطى. في أوائل العام 1912، حلّت حكومة جمهورية الصين محل سلالة تشينغ بصفتها حكومة الصين، وأكدت الجمهورية الجديدة سيادة الصين على جميع الأراضي التي كانت تابعة لسلالة تشينغ، والتي تشمل 22 إقليمًا، بالإضافة إلى التبت ومنغوليا الخارجية. وردَ المطلب الأخير في المرسوم الإمبراطوري المتعلق بتخلي إمبراطور تشينغ عن العرش، والذي وقعته الإمبراطورة دوَغر لونغيو نيابة عن الإمبراطور بوئي الذي كان يبلغ من العمر 6 سنوات، وجاء فيه: «التكامل الحدودي المستمر لأراضي الأعراق الخمس، المانشو والهان والمغول والهوي وشعب التبت، في دولة واحدة عظمى هي جمهورية الصين». استحدث الدستور المؤقت لجمهورية الصين، والذي أُقرّ عام 1912، أقاليمًا حدودية للجمهورية الجديدة تشمل التبت، واعتبرها أجزاءً متممة للدولة.
عقب تأسيس الجمهورية الجديدة، أبرق رئيس الصين المؤقت يوان شيكاي برسالة إلى الدالاي لاما الثالث عشر، فأعاد إليه الألقاب السابقة التي حملها. رفض الدالاي لاما تلك الألقاب، وأجاب قائلًا أنه ينوي «ممارسة كلا نوعي الحكم في التبت، المؤقت والديني». في عام 1913، عاد الدالاي لاما إلى لاسا بعدما هرب إلى الهند تزامنًا مع إرسال سلالة تشينغ حملة عسكرية لترسيخ الحكم الصيني المباشر للتبت عام 1910، وأصدر في لاسا إعلانًا مفاده أن العلاقات بين الإمبراطور الصيني والتبت «أشبه بعلاقة الراعي والكاهن، ولم ترتكز على تبعية طرفٍ لآخر». جاء في الإعلان أيضًا «نحن أمة صغيرة متدينة ومستقلة».
في شهر يناير من عام 1913، وقّع أغفان دورجيف وثلاثة ممثلين آخرين عن التبت معاهدة بين الأخيرة ومنغوليا في مدينة أورغو (أولان باتَر حاليًا)، وأُعلن فيها عن الاعتراف المتبادل بين البلدين واستقلالهما عن الصين. كتب الدبلوماسي البريطاني تشارلز بيل أن الدالاي لاما الثالث عشر أخبره بعدم حصول أغفان دورجيف على إذن يخوّله توقيع أي معاهدة نيابة عن التبت. شكك البعض في البداية بوجود هكذا اتفاقية لأن نصها لم يُنشر، لكن أكاديمية العلوم المنغولية نشرت النص باللغة المنغولية عام 1982.

### اتقاقية شيملا
بين عامي 1913 و1914، عُقد مؤتمر في شيملا جمع المملكة المتحدة والتبت وجمهورية الصين. اقترح البريطانيون تقسيم المناطق التي يقطنها التبتيون إلى قسمين، التبت الخارجية والتبت الداخلية (بناءً على نموذج لاتفاقية سابقة بين الصين وروسيا من أجل تقسيم منغوليا). كان من المفترض أن تتمتع التبت الخارجية –والتي تعادل مساحتها تقريبًا مساحة منطقة التبت ذاتية الحكم اليوم– بالحكم الذاتي تحت الولاية الصينية. كان من المفترض أيضًا أن تمتنع الصين عن «التدخل في الشؤون الإدارية» لتلك المنطقة. أما التبت الداخلية، والتي تألفت من خام الشرقية وأمدو، فكان من المفترض أن تهيمن لاسا على الشؤون الدينية فقط. منذ عام 1908 وحتى عام 1918، أُقيمت ثكنة عسكرية صينية في خام، وكان الأمراء المحليون خاضعين لقائد تلك الثكنة.
عندما بدأت المفاوضات حول تعيين الحدود الفاصلة بين التبت الداخلية والخارجية، رسم كبير المفاوضين البريطانيين هنري مكماهون ما أصبح يُعرف لاحقًا بخط مكماهون لترسيم الحدود بين التبت والهند، ما أدى في نهاية المطاف إلى ضمّ بريطانيا 9000 كيلومتر مربع من الأراضي التبتية التاريخية في جنوب التبت، من بينها إقليم تاوانغ، والتي تماثل اليوم التخم الشمالي–الغربي لولاية أروناجل برديش الهندية حاليًا، بينما اعترف مكماهون بالولاية الصينية على التبت، وأكد على مكانة الأخيرة لكونها جزءًا من الأراضي الصينية، وحصل على وعدٍ من الحكومة الصينية بألا تحوّل التبت إلى مقاطعة صينية.
ادعت الحكومات الصينية اللاحقة أن خط مكماهون نقل كمية كبيرة من الأراضي إلى الهند بشكل غير شرعي. تُدعى تلك الأراضي المتنازع عليها بـ أروناجل برديش في الهند وجنوب التبت في الصين. أبرم البريطانيون سابقًا عدة اتفاقيات مع الزعماء التبتيين المحليين، وأسسوا المنطقة الحدودية الشمالية الشرقية لإدارة المنطقة في عام 1912.
وقّعت البعثات الثلاث على اتفاقية شيملا، لكن بكين رفضتها على الفور لأنها لم ترضَ بطريقة ترسيم الحدود بين التبت الخارجية والداخلية. وقّع مكماهون والتبتيون بعدها وثيقة اعتُبرت اتفاقًا ثنائيًا، واحتوت ملحوظة تمنع الصين من الحقوق المنصوص عليها ما لم توقع هي الأخرى. رفضت حكومة الهند في البداية –والتي كانت بريطانيا تديرها في تلك الفترة– اتفاقية مكماهون الثنائية لأنها تناقض الاتفاقية الأنجلو–روسية عام 1907.
اعتبر البريطانيون –ولاحقًا حكومة الهند المستقلة– خط مكماهون ترسيمًا رسميًا للحدود، لكن الصينيين اعتبروا الاتفاقية باطلة لأن الصين، والتي أعلنت سيادتها على التبت، لم توقع تلك الاتفاقية، واعتبروا ضمّ الهندِ أجزاءً من أروناجل برديش وسيطرتها عليها أيضًا غير شرعيين. (مهد هذا الأمر لاندلاع الحرب الصينية الهندية عام 1962 والنزاع الحدودي بين الصين والهند، والذي لا يزال قائمًا حتى اليوم).